# Rudolf Kamm
Rudolf Kamm (ur. 1905 w Sedenz, data i miejsce śmierci nieznane) – Niemiec sudecki, SS-Scharführer, uczestnik akcji T4, członek personelu obozów zagłady w Bełżcu i Sobiborze.

## Życiorys
Urodził się w wiosce Sedenz nieopodal Cieplic w kraju usteckim. W 1938 roku na mocy układu monachijskiego jego rodzinne strony zostały zaanektowane przez III Rzeszę. Po wybuchu II wojny światowej został przydzielony do personelu akcji T4, czyli tajnego programu eksterminacji osób psychicznie chorych i niepełnosprawnych umysłowo. Służył w „ośrodku eutanazji” na Zamku Sonnenstein nieopodal Pirny jako „palacz” w krematorium.
Podobnie jak wielu innych weteranów akcji T4 został przeniesiony do okupowanej Polski, aby wziąć udział w eksterminacji Żydów. W pierwszej połowie 1942 roku rozpoczął służbę w obozie zagłady w Bełżcu. Razem z Heinrichem Unverhauem nadzorował więźniarskie komando, które sortowało odebrane ofiarom mienie. W momencie, gdy do obozu przybywały żydowskie transporty, był kierowany do służby na obozowej rampie. Dwukrotnie musiał być hospitalizowany w Tomaszowie Lubelskim z powodu zarażenia tyfusem.
W 1943 roku został przeniesiony do obozu zagłady w Sobiborze. Podobnie jak w Bełżcu nadzorował tam więźniów sortujących mienie odebrane zagazowanym Żydom. Po zakończeniu akcji „Reinhardt” został przeniesiony do Einsatz R operującej na wybrzeżu Adriatyku.
Jego dalsze losy pozostają nieznane. Franz Suchomel, który służył wraz z Kammem w Trieście, zeznał, że po raz ostatni widział go w gospodzie na terenie Karyntii, będącej ostatnią kwaterą ich jednostki. Miało to miejsce wkrótce po zakończeniu działań wojennych. Z kolei żona Lorenza Hackenholta twierdziła, że latem 1945 roku Kamm odwiedził ją w Berlinie, twierdząc, że jej mąż wysłał go do niej, aby za jego pośrednictwem przekazała mu cywilne ubrania.